# Who's That Girl? (Eurythmics)
Who's That Girl? è un singolo del gruppo musicale britannico Eurythmics, primo estratto dal loro terzo album in studio, Touch.

## Descrizione
La traccia è una ballad in stile synth pop che presenta un testo basato sul tradimento. Le parole della canzone descrivono i dubbi che una donna ha nel vedere il suo uomo uscire con diverse donne.

## Videoclip
Il videoclip di Who's that girl? è diventato col tempo uno dei video-cult del gruppo. Il video inizia con la Lennox che si esibisce in un locale frequentato dall'uomo che ama. Quest'ultimo è accompagnato ogni volta da una donna diversa. Il video si conclude col bacio tra la donna ed un altro uomo, che altro non è che la Annie Lennox camuffata da uomo. Nel video appaiono diverse celebrità del pop britannico, come le Bananarama o le componenti femminili del gruppo Bucks Fizz.

## Tracce
Singolo 7"
1. Who's That Girl? (Single Version)
2. You Take Some Lentils... and Then You Take Some Rice

Singolo 12"
1. Who's That Girl? (Extended Version)
2. You Take Some Lentils... and Then You Take Some Rice
3. ABC (Freeform)

## Classifiche
| Classifica (1983) | Posizione più alta |
| ----------------- | ------------------ |
| Regno Unito       | 3                  |
| Francia           | 2                  |
| Billboard Hot 100 | 21                 |
| Irlanda           | 5                  |
| Germania          | 19                 |
| Canada            | 15                 |
| Svezia            | 14                 |
| Austria           | 30                 |
| Nuova Zelanda     | 13                 |
| Polonia           | 9                  |